# Caius Iacob
Caius Iacob (n. 29 martie 1912, Arad – d. 6 februarie 1992, București) a fost un matematician român, membru al Academiei Române (din 1963). A fost profesor la Universitatea din București și Universitatea Babeș-Bolyai din Cluj. Cariera universitară și-a început-o în 1935 ca asistent la Școala Politehnică din Timișoara.
A adus contribuții în domeniile mecanicii fluidelor și analizei matematice, preocupându-se în special de mișcările plane ale fluidelor incompresibile, de mișcările la mari viteze subsonice și supersonice, de soluțiile aproximative în dinamica gazelor, precum și de problema de limită din teoria potențialului.
În 1990 a fost ales senator din partea PNȚCD. Caius Iacob a fost singurul reprezentant al acestui partid în camera superioară a primului parlament ales liber după revoluția din 1989. În cadrul activității sale parlamentare, Caius Iacob a fost membru în grupurile parlamentare de prietenie cu Statul Israel, Republica Franceză-Senat, Republica Polonă, Ungaria și Republica Italiană.

## Biografie
Caius Iacob s-a născut la Arad, la 29 martie 1912. Tatăl său, Lazăr Iacob (1884 - 1951), a fost profesor universitar de „Drept canonic” și s-a numărat printre delegații oficiali la Marea Adunare de la Alba Iulia de la 1 decembrie 1918.
Caius Iacob și-a început studiile liceale la Liceul „Moise Nicoară” din Arad (primele 3 clase), terminându-le în 1928 la Liceul „Emanuil Gojdu” din Oradea. A susținut bacalaureatul în 1928, la vârsta de 16 ani, obținând cea mai mare medie pe țară.
Și-a făcut studiile universitare la Facultatea de Matematică a Universității din București (1928-1931), devenind licențiat la 19 ani. A continuat studiile universitare în străinătate - doctoratul la Facultatea de Științe a Universității din Paris, unde la 24 iunie 1935 a susținut teza de doctorat cu subiectul „Sur la determination des fonctions harmoniques conjuguees par certaines conditions aux limites. Applications a l’hydrodynamique” sub conducerea profesorului Henri Villat.
După revenirea în țară și-a dedicat viața învățământului superior și cercetării științifice, parcurgând toate treptele universitare, începând cu cea de asistent (din 1935, la Școala Politehnică din Timișoara) și terminând cu cea de profesor la Facultatea de Matematică a Universității București.
La 15 martie 1938 este numit asistent la secția de matematică a Facultății de Științe a Universității din Cluj. A activat în cadrul catedrelor de geometrie analitică, geometrie descriptivă, analiză matematică și funcții complexe. Deși în 1939 acceptă postul de asistent la laboratorul de mecanică al Universității București, revine la Cluj în 1942 pe postul de conferențiar universitar titular la catedra de matematici generale. La 30 decembrie 1943, la vârsta de 31 de ani, este numit profesor universitar la catedra de mecanică (post rămas vacant prin mutarea profesorului D.V. Ionescu la catedra de analiză matematică).
În 1940 a primit Premiul pentru mecanică „Henri de Parville” al Academiei de Științe din Paris.
A activat la Universitatea din Cluj până la 14 Octombrie 1950, când a fost numit profesor de mecanică la Facultatea de Matematică și Fizică a Universității București.
La 2 iulie 1955 a fost ales membru corespondent al Academiei Române, iar la 21 martie 1963 a fost ales membru titular. Caius Iacob a fost președintele Secției Matematice a Academiei Române începând cu 19 martie 1980 și până la sfârșitul vieții sale (6 februarie 1992).
În 1964 a fost distins cu Ordinul Steaua Republicii Populare Romîne, clasa a III-a.
La inițiativa sa, în 1991 a fost înființat Institutul de Matematică Aplicată al Academiei Române, care în anul 2001 a fuzionat cu Centrul de Statistică Matematică al Academiei Române, devenind actualul Institut de Statistică Matematică și Matematică Aplicată „Gh. Mihoc - Caius Iacob”.
A fost membru al Academiei de Științe din România începând cu 3 iunie 1941.
Caius Iacob a murit la București, la 6 februarie 1992.
În memoria sa, la 29 martie 2012 în Aula Academiei Române a avut loc sesiunea omagială Centenar Caius Iacob (1912-1992). Evenimentul a fost organizat de Secția de Științe Matematice a Academiei Române.

## Distincții
- Ordinul „Steaua Republicii Populare Romîne” clasa a III-a (13 octombrie 1964) „cu prilejul aniversarii a 100 de ani de la înființarea Universității din București, pentru activitate îndelungată, contribuție în dezvoltarea științei și merite deosebite în dezvoltarea învățămîntului superior”[14]
- Ordinul „Meritul Științific” clasa a II-a (26 septembrie 1966) „pentru merite deosebite în activitatea științifică, cu prilejul Centenarului Academiei Republicii Socialiste România”[15]

## Opere principale
- Introducere matematică în mecanica fluidelor (franceză Une introduction mathématique a la mécaniques des fluides), apărută în 1952 în Editura Academiei Române și ulterior, în 1959 în Editions Gauthier-Villars,[16] lucrare distinsă în 1955 cu Premiul de Stat.[6]
- Mecanica teoretică, Editura Științifică și Pedagogică, București, 1980
- Dicționar de matematici generale, Editura Enciclopedică Română, 1974